# Заславский, Януш Янушевич
Януш Янушевич Заславский (1560 — 4 августа 1629) — князь заславский (1562—1629), староста житомирский (1595—1606) и переяславский (1620—1629), воевода подляшский (1591—1604) и волынский (1604—1629).

## Биография
Представитель западнорусского княжеского рода Заславских (Рюриковичи) герба «Баклай». Старший сын и преемник князя Януша Кузьмича Заславского (ум. 1562).
В 1562 году после смерти своего отца Януша Кузьмича малолетний Януш унаследовал родовое Заславское княжество на Волыни. В 1595 году получил во владение староство житомирское, а в 1620 году после смерти Януша Острожского приобрел переяславское староство. В 1591 году Януш Заславский был назначен воеводой подляшским, а в 1604 году получил должность воеводы волынского.
Известен воинской доблестью. Участвовал в подавлении казацкого восстания под руководством Северина Наливайко в 1594—1596 годах. Сражался с крымскими татарами под Збаражем, с турками-османами под Цецорой в 1595 году, затем воевал в Валахии.
При рождении был крещен по православному обряду, затем перешёл в кальвинизм. В 1603 году был обращен в римско-католическую веру.

## Семья
Около 1577 года первым браком женился на Александре Романовне Сангушко (1560—1602), дочери польного гетмана литовского князя Романа Федоровича Сангушко (1537—1571) и Александры Ходкевич (ум. 1570). Дети:
- Александр Заславский (ум. 1629), князь Заславский, воевода брацлавский и киевский;
- Константин Заславский (ум. 1615);
- Елизаветта Заславская, 1-й муж — Ян Щенсный Гербут (ум. 1615), 2-й муж — каштелян серадзский Максимилиан Пржерембский;
- София Заславская, жена с 1603 года Яна Остророга (1547—1622);
- Юрий Заславский (1592—1636), староста владимирский (1635—1636).

В 1611 году вторично женился на Марианне Лещинской (1574—1642), дочери воеводы брест-куявского и каштеляна сремского Рафаила Лещинского (1526—1592) и Анны Коржбок Завадской, вдове каштеляна радомского Анджея Фирлей (ум. 1609). Второй брак был бездетным.